# New Jersey Rangers
New Jersey Rangers is een Amerikaanse voetbalclub uit Denville, New Jersey. De club speelt in de USL Premier Development League, de Amerikaanse vierde klasse.

## Seizoen per seizoen
| Jaar | Divisie | League  | Regulier Seizoen | Playoffs            | Open Cup            |
| ---- | ------- | ------- | ---------------- | ------------------- | ------------------- |
| 2008 | 4       | USL PDL | 6de, Northeast   | Niet gekwalificeerd | Niet gekwalificeerd |
| 2009 | 4       | USL PDL | 9de, Northeast   | Niet gekwalificeerd | Niet gekwalificeerd |